# Косьмин, Евгений Александрович
Евге́ний Алекса́ндрович Косьми́н (1925—1943) — гвардии красноармеец Рабоче-крестьянской Красной Армии, участник Великой Отечественной войны, Герой Советского Союза (1944).

## Биография
Евгений Косьмин родился в 1925 году в Харькове. Украинец. После окончания ремесленного училища работал токарем на Харьковском электромеханическом заводе. В начале Великой Отечественной войны Косьмин оказался в оккупации, работал кочегаром в паровозном депо. После освобождения Харькова в феврале 1943 года Косьмин был призван на службу в Рабоче-крестьянскую Красную Армию. В августе того же года был ранен. К сентябрю 1943 года гвардии красноармеец Евгений Косьмин был сапёром 28-го гвардейского отдельного сапёрного батальона 25-й гвардейской стрелковой дивизии 6-й армии Юго-Западного фронта. Отличился во время битвы за Днепр.
В ночь с 25 на 26 сентября 1943 года Косьмин начал переправлять советские подразделения через Днепр в районе села Войсковое Солонянского района Днепропетровской области Украинской ССР, в течение трёх суток совершив большое количество рейсов между берегами реки. Участвовал в боях на плацдарме, ставил мины, отражал немецкие контратаки. 29 сентября 1943 года Косьмин погиб в бою. Похоронен в селе Алексеевка Солонянского района.
Указом Президиума Верховного Совета СССР от 19 марта 1944 года за «мужество и героизм, проявленные при форсировании Днепра и в боях на плацдарме» гвардии красноармеец Евгений Косьмин посмертно был удостоен высокого звания Героя Советского Союза. Также был награждён орденами Ленина и Отечественной войны 1-й степени.
В честь Косьмина названо железнодорожное ПТУ № 23 в Харькове.